# Aplicație multiliniară alternată
În algebra liniară o aplicație multiliniară alternată este o aplicație multiliniară cu toate argumentele aparținând aceluiași spațiu vectorial (de exemplu, o formă biliniară sau o formă multiliniară⁠(d)) care ia valoarea zero ori de câte ori în vreo pereche de argumente acestea sunt egale. În general spațiul vectorial poate fi un modul⁠(d) peste un inel comutativ.
Noțiunea de alternare este folosită pentru a obține o aplicație multiliniară alternată din orice aplicație multiliniară cu toate argumentele aparținând aceluiași spațiu.

## Definiție
Fie {\displaystyle R} un inel comutativ și {\displaystyle V,W} module peste {\displaystyle R}. Despre o aplicație multiliniară de forma {\displaystyle f\colon V^{n}\to W} se spune că este alternată dacă îndeplinește următoarele condiții echivalente:
1. ori de câte ori {\displaystyle 1\leq i\leq n-1} astfel încât {\displaystyle x_{i}=x_{i+1},} există {\displaystyle f(x_{1},\ldots ,x_{n})=0.}[1][2]
2. ori de câte ori {\displaystyle 1\leq i\neq j\leq n} astfel încât {\displaystyle x_{i}=x_{j},} există {\displaystyle f(x_{1},\ldots ,x_{n})=0.}[1][3]

## Spații vectoriale
Fie {\displaystyle V,W} spații vectoriale peste același corp. Atunci o aplicație multiliniară de forma {\displaystyle f\colon V^{n}\to W} este una alternată dacă îndeplinește următoarea condiție:
- dacă {\displaystyle x_{1},\ldots ,x_{n}} sunt dependente liniar⁠(d) atunci {\displaystyle f(x_{1},\ldots ,x_{n})=0}.

## Exemple
Într-o algebră Lie⁠(d), parantezele Lie indică o aplicație biliniară alternată. Determinantul unei matrice este o aplicație alternată multiliniară a liniilor sau coloanelor matricei.

## Proprietăți
Dacă orice componentă {\displaystyle x_{i}} a unei aplicații multiliniare alternate este înlocuită cu {\displaystyle x_{i}+cx_{j}} pentru orice {\displaystyle j\neq i} și {\displaystyle c} în baza inelului {\displaystyle R,} atunci valoarea acelei aplicații nu se schimbă.
Orice aplicație multiliniară alternată este antisimetrică, ceea ce înseamnă că
{\displaystyle f(\dots ,x_{i},x_{i+1},\dots )=-f(\dots ,x_{i+1},x_{i},\dots )\quad {\text{ for any }}1\leq i\leq n-1,}
sau echivalent, 
{\displaystyle f(x_{\sigma (1)},\dots ,x_{\sigma (n)})=(\operatorname {sgn} \sigma )f(x_{1},\dots ,x_{n})\quad {\text{ for any }}\sigma \in S_{n},}
unde {\displaystyle S_{n}} este grupul de permutări⁠(d) de ordinul {\displaystyle n} iar {\displaystyle \operatorname {sgn} \sigma } este semnul lui {\displaystyle \sigma .}
Dacă {\displaystyle n!} este o unitate⁠(d)în inelul bazei, {\displaystyle R,} atunci orice formă n-multiliniară antisimetrică este una alternată.

## Alternare
Fiind dată o aplicație multiliniară de forma {\displaystyle f:V^{n}\to W,} despre aplicația multiliniară alternată {\displaystyle g:V^{n}\to W} definită de
{\displaystyle g(x_{1},\ldots ,x_{n})\mathrel {:=} \sum _{\sigma \in S_{n}}\operatorname {sgn}(\sigma )f(x_{\sigma (1)},\ldots ,x_{\sigma (n)})}
se spune că este alternarea lui {\displaystyle f.}
Proprietăți
- Alternarea unei aplicații alternate n-multiliniare este de n! ori pe sine însăși.
- Alternarea unei aplicații simetrice este zero.
- Alternarea unei aplicații biliniare este biliniară.